# Sanemori Saitō
Pour les articles homonymes, voir Saito.
Sanemori Saitō (斎藤実盛, 1111-22 juin 1183) est un samouraï qui apparaît dans les épopées du Hōgen monogatari et du Heike monogatari.
Durant la guerre de Gempei, il combattit aux côtés des Taira, se teignant les cheveux et la barbe en noir pour avoir l'air plus jeune et pouvoir encore combattre.
Il mourut à la bataille de Shinohara, combattant contre les forces de son ancien seigneur Minamoto no Yoshinaka, à qui il avait autrefois sauvé la vie lorsqu'il était bébé.
Après la bataille, lorsque celui-ci se vit présenter les têtes coupées de ses adversaires, il crut reconnaître celle de son vieux protecteur, mais les cheveux d'un noir de jais le firent douter et il ne reconnut formellement la tête que lorsqu'elle fut lavée et que la teinture partit.